# Romancrew
Romancrew（ロマンクルー）は、日本のヒップホップユニットである。
初期表記は浪漫CREW。
ヒップホップだけではなく、ソウル・ファンク・ジャズなどの多様なブラックミュージックの要素を取り入れている。

## メンバー
- ALI-KICK（MC・トラックメイカー）
  - MC、トラックメイカーを勤め、ユニットの総合音楽プロデュースを担当。トラックメイカー・プロデューサーKREVA、サイプレス上野とロベルト吉野、TARO SOUL、韻踏合組合、SHINGO☆西成、童子-T、久保田利伸など、数多くのアーティストにトラックを提供している。
  - 2013年5月2日、初のビート集『Beats, Beats And Life』を発売する。

- エムラスタ（MC 本名：江村正規、1979年 - ）
  - MC。岐阜県出身。19歳の時に大阪のアメリカ村を中心としたヒップホップ文化にのめり込み、その後Romancrewとして活動を始める。東京でのライブをRHYMESTERの宇多丸に絶賛されたことをきっかけに、2006年にはRHYMESTERのアルバム『HEAT ISLAND』と2007年のRomancrewのアルバム『THE BEGINNING』で宇多丸と共演した。

- DJ TOKNOW（DJ・トラックメイカー）
  - 1999年、大阪にてDJを開始する。

## 元メンバー
- 村上水軍（MC）
- 将絢（MC、本名：木内将絢）
  - MC  兼 男前 の他に、ユニットのCDジャケットやイベントフライヤー、ウェブサイト制作等々を手掛る。2009年、KREVAのアルバム「心臓」の収録曲“キャラメルポップコーン”に参加。2010年6月16日、くレーベルより将絢×EVISBEATS 名義でEP「offutaride」をリリース。2012年12月8日、TAILGATE限定でミニアルバム『アントレ』を発売。岐阜県出身。京都工芸繊維大学出身。

## 略歴
- 1999年、大阪で活動開始。その後、何度かのメンバーチェンジを経る。
- 2003年、自主制作でEP『mi familia』を発売。
- 2004年、活動拠点を東京に移す。
- 2007年、1stアルバム『THE BEGINNING』を発売。
- 2008年、2ndアルバム『DUCK's MARKET』を発売。
- 2011年、ファイルレコードより3rdアルバム『ロマンのテーマ』を発売。
- 2012年7月3日、将絢がソロ活動に専念するためにグループからの脱退を発表する。[1]
- 2013年5月10日、3人体制になってから初の正式シングル『3゛』を発売。
- 2014年1月30日、3人体制になってから初のアルバム『トラジコメディ』を発売。

## ディスコグラフィー

### シングル
- 『Love Comes & Goes』（2007年10月3日）
- 『ロマンより愛をこめて feat. コヤマシュウ (SCOOBIE DO)』（2008年2月14日）
- 『STRONG STRONG MIND』（2012年10月27日）
- 『3゛』（2013年5月10日）

### EP
- 『mi familia』（2003年8月20日）
  1. RJQ-seRect place-
  2. Soul Sang
  3. Skit
  4. Familia
  5. Outro
  6. HIPHOP Hospital-bonus track-
  7. RJQ-seRect place-Instrumental
  8. Soul Sang-Instrumental
  9. Familia-Instrumental

- 『Fly High』（2004年7月16日）
  1. Intro
  2. Fly High
  3. Ro-Mansion
  4. A Night In Bombay
  5. Skit No.1
  6. Above Ground
  7. How To Fly
  8. Outro
  9. Feel Good
  10. Fly High(Instrumental)
  11. Ro-Mansion(Instrumental)

### アルバム
- 『THE BEGINNING』（2007年2月7日）
  1. スーパークロイ
  2. Crossroad
  3. Wez coast Jazz'n Funk
  4. Ex-girlfriend
  5. 異国の匂いのする女
  6. スウィンギーボンボン feat. RHYMESTER
  7. Jus Chillin'
  8. Circus
  9. Sir Dick
  10. Gold Finger feat. SHINGO☆西成, N.O.B aka COCO SPIN, サイプレス上野
  11. The Daily Routine
  12. Blues Skywalker
  13. Forever feat. TARO SOUL
  14. Road Movie
  15. Mr. Lyric
  16. What a wonderful world
- 『DUCK's MARKET』（2008年6月11日）
- 『ロマンのテーマ ~ROMANS’THEME~』（2011年3月9日）
  1. Intro(produced by ALI-KICK)
  2. R.O.Slang(produced by ALI-KICK)
  3. 2.5(produced by DJ TOKNOW)
  4. ラップダンス(produced by DJ TOKNOW)
  5. 最も危険なスキット(produced by ALI-KICK)
  6. ロマンクルーのテーマ(produced by DJ TOKNOW)
  7. 絶滅危惧種(produced by DJ TOKNOW)
  8. 45395(produced by ALI-KICK)
  9. CHANGE! (produced by ALI-KICK)
  10. 御冗談(produced by ALI-KICK)
  11. スポットライト(produced by ALI-KICK)
  12. TALK(produced by ALI-KICK)
- 『トラジコメディ』（2014年1月30日）

### MIX TAPE
- 『how to fly』（2004年12月25日）
  1. Introman
  2. Feel Good
  3. Atakamo
  4. Fakin' Funk
  5. Approach an untouchable
  6. Monster Jam
  7. Ladidadi
  8. High Quality
  9. Jus Chillin'
  10. How Dope We Are
  11. Made in SP
  12. RoMansion
  13. RJQ and Guest Beartz
  14. Get Ready
  15. 歌うたいのバラッド

### 着うたフル
- Foggy Day feat kozue
- fryin' pan bop
- HiFive feat N.O.B
- Sunshine
- わかっちゃくれないか
- Gold Finger Nemo Exclusion

### 参加楽曲
- GROG『不器用Technique』（2004年1月13日）
  - G・R・O・G-Get Rid Of Grungy feat. Romancrew
- タカツキ『タカツキタツキ』（2005年7月20日）
  - 7. ロマンサムライ feat.Romancrew & samurai troops
- RHYMESTER『HEAT ISLAND』（2006年3月8日）
  - 7. 紳士同盟 feat. Romancrew
- KEN THE 390『My Life』（2007年6月6日）
  - 9. Tell Me What You Want feat. Romancrew
- NONA REEVES『GO』（2009年3月4日）
  - 3. GO feat. Romancrew
- BCC№『馬鹿BACCA』（2015年5月3日）
  - 1. 馬鹿BACCA feat. KEN THE 390, TARO SOUL & ROMANCREW

### その他
- FANTASTIC!（2003年11月06日）
  - 6. FromThe Radio
  - 7. SLOW DOWN
- UnResting Weekend-ガンバ大阪公式スタジアムサウンドトラック- （2004年4月28日）
  - 8. Ohhh vation
- FUNKY FUNKY FIESTA（2004年6月23日）
  - 15. HOW DOPE WE ARE feat. AZZROCK
- CONNECTION（2005年7月27日）
  - 4. 九官鳥のブルース feat. 村上水軍

### ALI-KICK 関連作品

#### アルバム
『Beats, Beats And Life』（2013年5月10日）

#### 客演仕事
- KEN THE 390,『プロローグ』（2006年3月25日）

3.オーシャンズ3 feat. YOG, ALI-KICK

#### プロデュース
- KREVA『よろしくお願いします』（2007年9月5日）

7.今日だけでいい feat. SONOMI & ALI-KICK
- CHIEF ROKKA『RAP-A-CITY』（2007年3月6日）

4.あの〜
- 童子-T,「悲しみにさよなら feat. Full Of Harmony」（2007年5月16日）

2.童子兄さん
- SHINGO☆西成『Sprout』（2007年6月8日）

16.MCは2度ベルを鳴らす
- TARO SOUL『SOUL SPITS』（2006年6月3日）

1.SOUL SPITS
- KEN THE 390『My Life』（2007年6月6日）

9.Tell me what u want feat. Romancrew
- HALCALI『サイボーグ俺達』（2007年7月18日）

8.ドライバーズライセンス feat. 宇多丸(Rhymester)
- 韻踏合組合『Trash Talk』（2006年1月23日）

10.Trash Talk
- トリカブト『JUMP UP FUNK』（2005年12月22日）

7.FUNKYONIGIRI
- lyrical school『SPOT』（2015年4月19日）

1.I.D.O.L.R.A.P
- ヒプノシスマイク ヨコハマ・ディビジョン「MAD TRIGGER CREW」碧棺 左馬刻（CV.浅沼晋太郎）『BAYSIDE M.T.C』（2017年11月15日）

1.G anthem of Y-CITY
- ヒプノシスマイク ヨコハマ・ディビジョン「MAD TRIGGER CREW」毒島メイソン理鶯（CV.神尾晋一郎）『BAYSIDE M.T.C』（2017年11月15日）

3.What’s My Name?

#### リミックス
- ARIA『Slow Jam feat. 童子-T』（2006年6月28日）

3.Is This LOVE? -ALI-KICK Remix-
- lyrical school『FRESH!!!』（2013年7月15日）

4.わらって.net – ALI-KICK remix

### エムラスタ 関連作品
- シングル「Be Kind Rewind」（2023年5月13日）
- シングル「知らないくせに」（2024年2月28日）
- アルバム『知らないくせに』（2024年5月29日）

#### 客演仕事
- KEN THE 390『プロローグ』（2006年3月25日）

05.ラジオの時間 feat. エムラスタ
- エムラスタ & MATSUMOTO HISATAAKAA「Cherokee」（2022年5月6日）
- エムラスタ & MATSUMOTO HISATAAKAA & A.Y.B. Force「TIME」（2022年5月20日）
- エムラスタ & MATSUMOTO HISATAAKAA & A.Y.B. Force「TIME (Remix)」（2022年6月3日）
- エムラスタ & MATSUMOTO HISATAAKAA & A.Y.B. Force「Going Way Back」（2022年9月28日）